# Play Comic
Play Comic (jap. プレイコミック, Purei Kommiku) war ein japanisches Manga-Magazin, das sich an ein junges männliches Publikum richtet und daher zur Seinen-Kategorie gezählt wird. Es erschien seit dem 1. Juni 1968 zweimal im Monat beim Verlag Akita Shoten und zählt zu den ersten seiner Gattung. Ab 2010 erschien es nur noch einmal im Monat, ehe es am 25. Juli 2014 ganz eingestellt wurde.

## Serien (Auswahl)
- 1997-nen no Ansatsusha von Natsuo Sekikawa und Jirō Taniguchi
- Gun Frontier von Leiji Matsumoto
- Ningen Konchūki von Osamu Tezuka
- Ogenki Clinic von Haruka Inui
- Die Abenteuer des fantastischen Weltraumpiraten Captain Harlock von Leiji Matsumoto